# Il gioiello di Khama
Il gioiello di Khama è un film del 1918, diretto da Amleto Palermi.

## Trama
Alcuni figuri che indossano turbanti prelevano dalla strada un uomo, e lo rapiscono caricandolo su un'auto. L'uomo riesce però a fuggire. Si tratta dell'eccentrico miliardario americano Willy Steetner, che abita una lussuosa ed enorme villa sul mare; uno dei suoi passatempi è riordinare alcune cartellette con pregiati rivestimenti in pelle che recano ciascuna il nome di una donna vergato in bella calligrafia, e contengono fotografie ed altro materiale.
Il giorno dopo il tentativo di rapimento Steetner concede una settimana di vacanza all'intera numerosa servitù, ad eccezione del fido Mac, maggiordomo e autista. Poi, insieme al suo amico Joe Smith mette in atto un suo piano. In precedenza era stato individuato un sosia di Steetner, il pittore George Land, che conduceva una povera vita bohèmmienne con la compagna Simone; poi il miliardario lo incontra e gli propone, in cambio di una somma di denaro tale da poterlo tranquillamente sistemare per tutta la vita, di scambiarsi le identità per una settimana: George avrebbe vissuto a villa Steetner e il miliardario si sarebbe trasferito nel gelido appartamentino di George e Simone. Il pittore, figurandosi un possibile futuro scevro di preoccupazioni per sé e per la compagna, accetta.
Steetner, giunto da Simone, le racconta il motivo di tutta quella messa in scena. Tempo prima, quando egli si trovava in giro per il mondo col suo yacht - in compagnia di Dody, la sua donna (del momento), e di un paio di amici, in cerca di avventure ad ogni costo - una volta sbarcati in India, aveva scorto, all'interno di un tempio religioso, la grande statua del dio Khama adorna di gioielli, che erano piaciuti molto a Dody. Steetner le aveva promesso allora di procurargliene uno: penetrato nottetempo nel luogo di culto aveva quindi sottratto al lapideo idolo una collana con diadema. Ma inaspettatamente i fedeli erano rientrati nel tempio per il culto notturno. Steetner era riuscito a fuggire, non prima di aver udito il gran sacerdote e l'assemblea giurare vendetta, secondo le sacre leggi della setta, che prevedevano di punire il sacrilego e recuperare il maltolto entro un anno. Mancava ora appunto una settimana allo scadere dell'anno, e gli uomini della setta erano evidente riusciti a mettersi sulle sue tracce, come testimoniava il mancato rapimento.
George, dal canto suo, a villa Steetner, la sera, fa uno strano incontro: adagiata mollemente sul canapé c'è una donna. Egli è imbarazzato, lei è incapace di chiarirsi il fatto che (quello che crede essere) il suo uomo pare non riconoscerla. George si trae in qualche modo dall'imbarazzo andando a consultare i faldoni dedicati alle donne, e scopre che quella in questione si chiama Mary (ed è verosimilmente la donna attuale di Steetner, o perlomeno l'ultima della serie). Ma gli uomini in turbante sono già penetrati nella villa, e – dopo aver narcotizzato George – prelevano Mary, e le ingiungono, sotto pesanti minacce di non tornarvi. Al risveglio, il mattino dopo, George nota l'assenza, e non se ne cura più di tanto. Sta di fatto che gli uomini della setta si sono installati in un piccolo locale della villa, cercando in vari modi di indurlo – tenendolo confinato nell'ampio open-space centrale - a restituire il gioiello, del quale evidentemente George non sa nulla.
Steetner, col suo scambio di persona, non solo voleva sottrarsi al pericolo imminente, ma aveva già organizzato le contromosse. Innanzitutto aveva fatto sistemare Mac in un altro piccolo solaio della villa, da dove il fido servitore – in compagnia di Simone, che a questo punto si era unita all'azione – sorvegliava coloro che sorvegliavano George. In secondo luogo Joe Smith era stato mandato a recuperare il gioiello, che era rimasto a Dody. Dopo svariatissime vicende e cambiamenti di fronte, quando ormai mancavano 24 ore allo scadere dell'anno, anche Mary entra in azione per conto suo, e tiene d'occhio la villa dal lato mare a bordo del suo motoscafo.
Il gruppo dei settari, alla fine, riesce a rapire George, lo conduce sul proprio veliero che stazionava alla rada e si appresta a fargli subire la fine che i sacrileghi meritano: essere divorati dalle fiamme. I fedeli di Khama trovano una maniera piuttosto curiosa di farlo, perché lo legano in cima all'albero maestro della nave, alla quale danno fuoco, mentre si allontanano su una barchetta. A questo punto Mary, raggiunta da Joe e Dody col gioiello, entra in azione, e, mentre la grossa imbarcazione in fiamme si sta capovolgendo, trae in salvo George. Naturalmente da allora Mary e Dody – che pensano di essere di fronte al loro amato (a turno) Willy - si guardano in cagnesco.
I fedeli di Khama, ignari di quanto sia successo, dopo che la nave è colata a picco, approdano di nuovo, e vengono catturati da Willy Steetner e dalla schiera dei camerieri e lavoranti tornati ora in servizio. Grande è la sorpresa di Mary e Dody quando vedono che ad andare ad abbracciare George arriva Simone, che credono essere una terza amante (di Steetner). Appare, alla fine, Willy Steetner in persona: sorpresa ancor più grande quando il capo dei seguaci di Khama, che credeva aver ucciso il profanatore, se ne trova innanzi addirittura due.
Willy Steetner, nonostante sia ormai trascorso l'anno di tempo previsto dai rituali religiosi, rende ai fedeli di Khama il gioiello trafugato, accompagnato da una ricca donazione in denaro per il loro tempio, mentre il compenso di George, visto i pericoli che ha dovuto fronteggiare, viene raddoppiato.
Mentre Mary e Dody continuano a guardarsi in cagnesco, e si allontanano, da una pesante cortina che vela un androne della villa sbuca una mano femminile, che Steetner accoglie nella propria; appare la figura intera della detentrice della mano: è un'altra delle amanti (l'attuale) che l'eccentrico miliardario aveva diligentemente catalogato nelle proprie pregiate cartelle, all'interno delle quali non è escluso che qualche donna a venire sia già presente.

## Produzione
Copie della pellicola sono custodite presso l'EYE Film Instituut Nederland.

## Distribuzione
Il film è uscito nelle sale cinematografiche italiane nel maggio del 1918.
In tempi recenti Il gioiello di Khama è stato riproposto nel 2018 al festival Il Cinema Ritrovato, organizzato dalla Cineteca di Bologna, che aveva già preso in considerazione il film per un workshop del festival del 1997.